# Бокак
Бокак (Погаак), или Таонги (англ. Bokak, Taongi, марш. Bokaak, Bok-ak [pˠʌ͡ɔɡʷɑ̯ɑk]) — атолл в Тихом океане в цепи Ратак (Маршалловы Острова).

## География
Бокак находится в 680 км к северу от острова Маджуро, являясь самым северным островом Республики Маршалловы Острова. Ближайший материк, Евразия, расположен в 4000 км. Атолл считается частью цепи Ратак, хотя расположен на отдалённом от неё расстоянии.
Остров по форме напоминает месяц и состоит из 10 островков, или моту. Площадь сухопутной части Бокака составляет 3,24 км², площадь лагун — 78,04 км². Северная и северо-восточная часть атолла представляет собой погружённый под воду риф. Только в юго-западной части Бокак есть суша. Крупнейший из островков Сибилла имеет протяжённость 7,2 км и ширину до 0,3 км. Вулканическая постройка, на вершине которой находится атолл, возвышается на 3 км над дном океана. Мощность карбонатной толщи предположительно составляет 1,4 км, ниже залегают базальты.
Особенностью островков атолла является высокий песчано-галечниковый вал, указывающий на то, что здесь случаются сильные шторма. Кроме того, интересной особенностью лагуны является то, что её урез над уровнем океана составляет почти 1 м. Атолл лежит на пути пассата и океанского течения, массы воды проникают в лагуну с наветренной стороны и стекают с подветренной по одному узкому каналу в коралловом рифе.
Почвы на острове грубые, скелетные, состоят из песка и галечника с небольшим количеством перегноя. Остров покрыт густыми зарослями типичной для атоллов растительности (всего около 8-9 видов). Есть эндемики. На Бокаке гнездится большое количество морских птиц (всего замечено 20 видов, из которых гнездящихся 14 видов).
Климат на острове сухой тропический. Случаются разрушительные циклоны.

## История
Согласно мифологическим представлениям маршалльцев остров был создан богом Лова.
Бикар был впервые открыт европейцами 21 августа 1526 года. Это сделал испанский исследователь Алонсо де Саласар, назвавший его «островом Святого Варфоломея» (исп. San Bartolome). В 1807 году мимо Бокака проплыло британское военное судно «Corwallis», капитан которого Чарльз Джонстон назвал его «островом Смит» (англ. Smyth Is.). 19 марта 1817 года к атоллу подошел бриг «Рюрик», которым командовал русский путешественник Отто Евстафьевич Коцебу. Коцебу уточнил размер и координаты атолла, который на имеющихся у него картах был обозначен гораздо восточнее. Высадится на низких, поросших мелким кустарником островах атолла не удалось. В 1833 году капитан американского брига «Bolivar Liberator» назвал Бокак «островом Фарнхарма» (англ. Farnharm's Is). Впоследствии мимо острова проплывало множество торговых и китобойных судов.
В 1860-х годах на Маршалловых островах стали появляться первые германские торговцы копрой, а в 1874 году Испания официально объявила о своих притязаниях на архипелаг. 22 октября 1885 года Маршалловы острова были проданы Испанией Германии, которая управляла архипелагом через Джалуитскую компанию. Официально германский протекторат над островами был установлен 13 сентября 1886 года. С 1 апреля 1906 года все острова архипелага были в составе Германской Новой Гвинеи, подчиняясь окружному офицеру Каролинских островов. В 1914 году Маршалловы острова были захвачены японцами. В 1922 году острова стали мандатной территорией Лиги Наций под управлением Японии. С 1947 года архипелаг стал частью Подмандатной территорией Тихоокеанские острова под управлением США. В 1979 году Маршалловы острова получил ограниченную автономию, а в 1986 году с США был подписан Договор о свободной ассоциации, согласно которому США признавали независимость Республики Маршалловы Островов. С тех пор Бокак — часть Республики Маршалловы Острова.
В августе 2003 два энтузиаста радиолюбителя из Техаса располагались лагерем на островке Сибилла, откуда в течение 76 часов выходили в эфир со станции Taongi, позывной V73T.

## Население
Бокак необитаем. Остров образует один из 33 муниципалитетов Маршалловых Островов.